# GNOME 機櫃
GNOME 機櫃（英語：GNOME Boxes）是GNOME桌面環境用來處理或遠端系統和虛擬主機之應用程式。

## 歷史與功能
GNOME 機櫃於2011年12月隨GNOME 3.3（3.4的開發分支）以測試版軟體釋出，並隨著GNOME 3.4以預覽版釋出，最初用來瀏覽遠端文件系統瀏覽及執行虛擬主機。起初是以libvirt、libvirt-glib 和 libosinfo 等程式庫寫成，使此工具可用來瀏覽遠端系統（類似VNC），及遠、近端之虛擬電腦。GNOME 機櫃可處理像ISO檔的光碟映像檔。

## 開發人員
GNOME 機櫃原來由Marc-André Lureau、Zeeshan Ali、Alexander Larsson 和Christophe Fergeau開發。目前由Zeeshan Ali 繼續開發並維護。

## 外部連結
- Boxes designs on GNOME wiki（页面存档备份，存于）